# Rhyacophila kaltatica
Rhyacophila kaltatica là một loài Trichoptera trong họ Rhyacophilidae. Chúng phân bố ở miền Cổ bắc.